# Zadnia Cisowa Czuba
Zadnia Cisowa Czuba (słow. Zadná Tisovka) – mało wybitne wzniesienie o wysokości ok. 1370 m n.p.m. znajdujące się w grani odchodzącej na północny zachód od wierzchołka Golicy Jaworzyńskiej w słowackich Tatrach Wysokich. Od Golicy Jaworzyńskiej oddzielona jest siodłem przełęczy Goły Brzeżek, a od Skrajnej Cisowej Czuby oddziela ją przełęcz o wysokości ok. 1340 m. Na Zadnią Cisową Czubę nie prowadzą żadne znakowane szlaki turystyczne, ponieważ znajduje się w obrębie ścisłego rezerwatu, którym objęty jest masyw Szerokiej Jaworzyńskiej.
Zadnia Cisowa Czuba jest wyższą z dwóch Cisowych Czub – Skrajna Cisowa Czuba jest niższa o ok. 10 m. U jej podnóża, po stronie Doliny Białej Wody, znajduje się duża polana Biała Woda, przez którą przebiega niebiesko znakowany szlak turystyczny prowadzący w kierunku Rohatki. W niektórych źródłach, np. w przewodniku Tatry Wysokie Witolda Henryka Paryskiego, nie wyróżnia się dwóch Cisowych Czub – Zadnia i Skrajna Cisowa Czuba figurują pod wspólną nazwą Cisowa Czuba.
Pierwsze wejścia na Zadnią Cisową Czubę nie są znane, pasterze i myśliwi wchodzili na nią od dawna.